# Brandon Mychal Smith
Brandon Mychal Smith (ur. 29 maja 1989 w Los Angeles) – amerykański aktor, artysta komediowy, piosenkarz i raper, występował w Filipie z przyszłości, Słonecznej Sonny i Randce z gwiazdą.

## Życiorys
Urodził się w Los Angeles, gdzie uczęszczał do szkoły podstawowej Billy’ego Mitchella. Po ukończeniu szkoły podstawowej uczył się pod okiem prywatnego nauczyciela.
Smith zgarnął w 2007 roku Family Television Award i Nagrodę Młodych Artystów za rolę Tayshawna w Młodych gniewnych. Historii Rona Clarka, gdzie grał także Matthew Perry. W jego inne znane role są wliczane role w Gangu z boiska i Nieidealnej. Zagrał także jedną z głównych ról w Filipie z przyszłości, a obecnie gra w Słonecznej Sonny. W 2010 roku wystąpił w filmie z kanonu Disney Channel Original Movie – Randce z gwiazdą, razem ze swoim kolegą z planu Słonecznej Sonny, Sterlingiem Knightem. Smith wykonuje także piosenkę Party Up z filmu Randka z gwiazdą. Obecnie pracuje z Maxrank nad swoim najnowszym albumem.

## Filmografia
| Role główne       | Role główne                          | Role główne                 | Role główne                         |
| Rok               | Tytuł                                | Rola                        | Notatki                             |
| ----------------- | ------------------------------------ | --------------------------- | ----------------------------------- |
| 2010              | Randka z gwiazdą                     | Albert J. "Stubby" Stubbins | Produkcja Disney Channel            |
| 2009–2011         | Słoneczna Sonny                      | Nico Harris                 | Produkcja Disney Channel            |
| 2006              | Młodzi gniewni. Historia Rona Clarka | Tayshawn                    | -                                   |
| Role drugoplanowe |                                      |                             |                                     |
| Rok               | Tytuł                                | Rola                        | Notatki                             |
| 2006              | Gang z boiska                        | Bug Wendal                  | -                                   |
| 2005 – 2006       | Filip z przyszłości                  | Lil Danny Dawkins           | 18 epizodów                         |
| 2004 – 2005       | Nieidealna                           | Mario                       | 9 epizodów                          |
| Role gościnne     |                                      |                             |                                     |
| Rok               | Tytuł                                | Rola                        | Notatki                             |
| 2009              | Bezimienni                           | Billy York                  | 1 epizod                            |
| 2006              | All of Us                            | Deke                        | 1 epizod                            |
| 2006              | Kości                                | Dziecko #1                  | 1 epizod                            |
| 2006              | Lucky Louie                          | Jason Plumbey               | 1 epizod                            |
| 2006              | Bez śladu                            | Trevor                      | 1 epizod                            |
| 2005              | Świat Raven                          | Razor                       | 1 epizod                            |
| 2005              | The Shield: Świat glin               | Nathan                      | 1 epizod                            |
| 2002              | Bez pardonu                          | Junior                      | 1 epizod                            |
| Teledyski         |                                      |                             |                                     |
| Rok               | Tytuł                                | Rola                        | Notatki                             |
| 2010              | Starstruck                           | Stubby                      | Teledysk Sterlinga Knighta          |
| 2009              | U Can't Touch This                   | Gościnna                    | Teledysk Curtisa Lee i Adama Hicksa |
| 2008              | La La Land                           | On sam                      | Teledysk Demi Lovato                |